# Oued Sly
Oued Sly, anciennement appelée Malakoff, est l'une des communes de la wilaya de Chlef en Algérie, elle est située à 10 km à l'ouest de Chlef au confluent de l'oued Sly et du Chelif, sur la route nationale 4.

## Géographie
La ville est contournée par l'Autoroute Est-Ouest Alger-Oran.

## Toponymie
Sly vient de 'asly' qui signifie le marié en tamazight.

## Économie
La ville est le siège de la cimenterie de Chlef et d'une zone industrielle.

## Sources, notes et références
1. ↑  « Wilaya de Chlef : répartition de la population résidente des ménages ordinaires et collectifs, selon la commune de résidence et la dispersion ». Données du recensement général de la population et de l'habitat de 2008 sur le site de l'ONS.